# DIAMOND15
『DIAMOND15』（ダイアモンド フィフティーン）は、2004年12月8日にリリースされたDREAMS COME TRUEの12thアルバムである。

## 概要
- 前作から約3年ぶりのオリジナルアルバム。ユニバーサルミュージック移籍後、また西川隆宏脱退後初のオリジナルアルバムである。
- タイトルはデビュー15周年を記念したものである。
- 売り上げは前作を上回っているが、オリコンアルバムチャート最高位が2位とORANGERANGEの『MusiQ』に阻まれて、3rdアルバム『WONDER 3』より継続してきたオリコンアルバムチャートのオリジナルアルバム連続首位記録はここで途切れた。
- 3曲目の「マスカラまつげ」、5曲目の「ラヴレター」、8曲目の「OLÁ! VITÓRIA!」10曲目の「HOLIDAY ～much more than perfect!～」、12曲目の「やさしいキスをして」は表示はないものの、シングルとは別バージョンとなっている。
- 初回限定盤と通常盤の2形態で発売。初回限定盤にはDVDが付属したハードカバーブックパッケージ仕様。
- このアルバムを引っさげて、『DREAMS COME TRUE CONCERT TOUR 2005 DIAMOND15』（1月15日 - 4月27日）、『DREAMS COME TRUE CONCERT TOUR 2005 DIAMOND15 ドリカムの夕べ』（4月7日 - 4月19日）を開催。

## 収録曲

### CD
1. DIAMOND15 THEME
  - 作詞・作曲：吉田美和、編曲：中村正人
  - 前作の「カノン」のメロディと歌詞が引き継がれている。
2. 朝日の洗礼
  - 作詞：吉田美和、作曲・編曲：中村正人
  - 大ヒット曲「決戦は金曜日」の続編的作品。そのため、このアルバム内での作曲のクレジットは「もちろん中村正人」となっている。
  - 2005年に、メンバー自身も出演するVodafone 803TのCMソングに起用された。
3. マスカラまつげ
  - 作詞：吉田美和、作曲：中村正人・吉田美和、編曲：中村正人
  - 34thシングル。
  - シングルではフェードアウトだったアウトロがカットアウトになっている。
4. どうぞよろしく
  - 作詞：吉田美和、作曲：中村正人・吉田美和、編曲：中村正人
5. ラヴレター
  - 作詞：吉田美和、作曲：中村正人・吉田美和、編曲：中村正人
  - 36thシングル。
  - シングルではフェードアウトだったアウトロがカットアウトになっている。
6. 今も
  - 作詞：吉田美和、作曲・編曲：中村正人
7. MUSIC TRANSFERS
  - 作詞：吉田美和、作曲・編曲：中村正人
8. OLÁ! VITÓRIA!
  - 作詞：吉田美和、作曲・編曲：中村正人
  - 35thシングル。
  - シングルではフェードアウトだったアウトロがカットアウトになっている。
9. イノセント
  - 作詞：吉田美和、作曲：中村正人・吉田美和、編曲：中村正人
10. HOLIDAY ～much more than perfect!～
  - 作詞：吉田美和、作曲・編曲：中村正人
  - 35thシングル「OLÁ! VITÓRIA!」のカップリング。
  - シングル収録のものより遅くフェードアウトする。
11. ヒの字
  - 作詞・作曲：吉田美和、編曲：中村正人
  - 映画『アマレット』ではドリカムにそっくりな音楽グループ「アマレット」の持ち歌として使用されている。
12. やさしいキスをして
  - 作詞：吉田美和、作曲・編曲：中村正人
  - 33rdシングル。
  - シングルではフェードアウトだったアウトロがカットアウトになっている。
13. 高く上がれ！
  - 作詞：吉田美和、作曲：中村正人・吉田美和、編曲：中村正人
  - 吉田の歌詞が先に完成し、それに中村が曲をつけるという初めての方法で作られた。
14. はじまりのla
  - 作詞：吉田美和、作曲：中村正人・吉田美和、編曲：中村正人
  - 34thシングル。
15. 初雪 ～ENDING THEME～
  - 作詞：吉田美和、作曲：中村正人・吉田美和、編曲：中村正人
  - このアルバムのエンディングテーマであるが、『WINTER FANTASIA 2008 〜DCTgarden "THE LIVE!!!"』ではオープニング曲として披露された。

### DVD
初回限定盤のみ付属。アルバムに収録されているシングル曲のミュージックビデオ5曲を収録。
1. やさしいキスをして
2. マスカラまつげ
3. はじまりのla
4. OLA! VITORIA!
5. ラヴレター

## 演奏
- 吉田美和
  - Vocal
  - Backing Vocals (#2.3.4.5.7-15)
  - Vocal Arrangement (#1-5.7-15)
  - Cymbals, Toms (#8)
  - Whistle (#15)
- 中村正人
  - Backing Vocals (#2.3.4.5.7-15)
  - Acoustic Bass (#1.4.6.11.15)
  - Electric Bass (#2.3.5.7.8.9.10.12.13.14)
  - Keyboards (#1-5.7-15)
  - Orchestra Programming (#1)
  - Drums Programming (#2.3.4.5.7.8.9.11.13.14.15)
  - Horn Arrangement (#2.3.4.5.7.10)
  - Strings Programming (#6)
  - Toms (#8)
  - Percussion Programming (#10)
  - Whistle (#15)
- 大谷幸
  - Acoustic Piano (#1.2.6.7.11.12.14.15)
  - Electric Piano (#3.4.5)
- デヴィッド・スピノザ
  - Electric Guitar (#2.3.5.7.8.10.11.13.14)
  - Acoustic Guitar (#10.14)
  - Acoustic Guitar Solo (#10)
- Greg Adams
  - Trumpet & Horn Arrangement (#2.4.5.6.7.13)
  - Flugel Horn (#2.4.5.6.13)
- Lee R.Thornburg
  - Trumpet (#2.4.5.6.7.13)
  - Flugel Horn (#2.4.5.6.13)
- トム・スコット
  - Tenor & Baritone Saxophone (#2.4.5.6.7.13)
  - Saxophone Solo (#7)
- Nick Lane：Trombone (#2.4.5.6.7.13)
- パウリーニョ・ダ・コスタ：Percussions (#2.5.13)
- Dave Jensen：Tenor Saxophone (#3)
- Bill Mobley：Trumpet (#3)
- デイヴィッド・T・ウォーカー：Electric Guitar (#4.5.7)
- 松本幸弘
  - Hi-Hat & Toms (#8)
  - Drums (#10)
- Alex Sandro, Giuliano Samejima, Clayton Uehara, Anderson Hinago, Maria Pureza, Noemi Nascimento, Erika Missae Matsui, Edgar Alves, Ana Alves, Felippe Anderson, David Swope, J.B.Park：Choirs (#8)
- 今泉洋
  - Electric Guitar (#9)
  - Acoustic Guitar (#11.15)
- Marcellus D.Nealy：Additional Voices (#9)
- 佐々木史郎：Flugel Horn (#10)
- 竹内純、深見邦代：Violin (#12)
- T-Bone Walk：Electric Guitar & Acoustic Guitar (#12)
- NIR-Z：Drums (#12)